# 多倫多鎮區 (堪薩斯州伍德森縣)
多倫多鎮區（英語：Toronto Township）是位於美國堪薩斯州伍德森縣的一個行政鎮區。

## 地方資料
多倫多鎮區的面積為176.52平方千米，當中陸地面積為166.52平方千米，而水域面積為10.00平方千米。根據2010年美國人口普查的數據，當地共有人口567人，而人口密度為每平方千米3.21人。

## 外部連結
- US-Counties.com
- City-Data.com （页面存档备份，存于）